# Dietmar Woidke
Hubert Dietmar Woidke (ur. 22 października 1961 w Naundorfie koło Forst) – niemiecki polityk, agronom i samorządowiec, działacz Socjaldemokratycznej Partii Niemiec (SPD), od 2013 premier Brandenburgii, koordynator rządu ds. niemiecko-polskiej współpracy społecznej i przygranicznej, w kadencji 2019–2020 przewodniczący Bundesratu.

## Życiorys
Dietmar Woidke studiował agronomię i produkcję zwierzęcej oraz fizjologię żywienia na Uniwersytecie Humboldtów w Berlinie, studia ukończył w 1987 z dyplomem inżyniera rolnictwa. Do 1990 pracował jako asystent naukowy w Instytucie Fizjologii Żywienia macierzystej uczelni, następnie w spółce prawa handlowego i w administracji powiatu Spree-Neiße. W 1993 uzyskał doktorat w zakresie nauk rolniczych.
W 1993 został członkiem Socjaldemokratycznej Partii Niemiec, rok później uzyskał po raz pierwszy mandat posła do landtagu, z powodzeniem ubiegał się o reelekcję w kolejnych wyborach. Od 1998 wybierany na radnego miejskiego Forst oraz na radnego powiatu Spree-Neiße. W rządach Matthiasa Platzka był ministrem rozwoju obszarów wiejskich, środowiska i ochrony konsumentów (2004–2009) oraz ministrem spraw wewnętrznych (2010–2013). W latach 2009–2010 przewodniczył frakcji poselskiej SPD w landtagu. 28 sierpnia 2013, po rezygnacji Matthiasa Platzka, landtag wybrał Dietmara Woidke na stanowisko premiera kraju związkowego Brandenburgia. W tym samym roku objął również funkcję przewodniczącego krajowych struktur socjaldemokratów. Pozostawał na urzędzie premiera także po wyborach w 2014, 2019 i 2024.
W 2014 nowy rząd federalny powołał go na stanowisko koordynatora ds. niemiecko-polskiej współpracy społecznej i przygranicznej. W kadencji 2019–2020 przewodniczący Bundesratu.

## Odznaczenia
- Wielki Krzyż Zasługi z Gwiazdą i Wstęgą Orderu Zasługi Republiki Federalnej Niemiec – 2023[6]
- Order Zasługi Brandenburgii – 2013
- Krzyż Komandorski z Gwiazdą Orderu Zasługi RP – Polska, 2019[7][8]